# 舍夫琴科韋 (貝雷扎市鎮)
51°41′7″N 33°40′44″E / 51.68528°N 33.67889°E

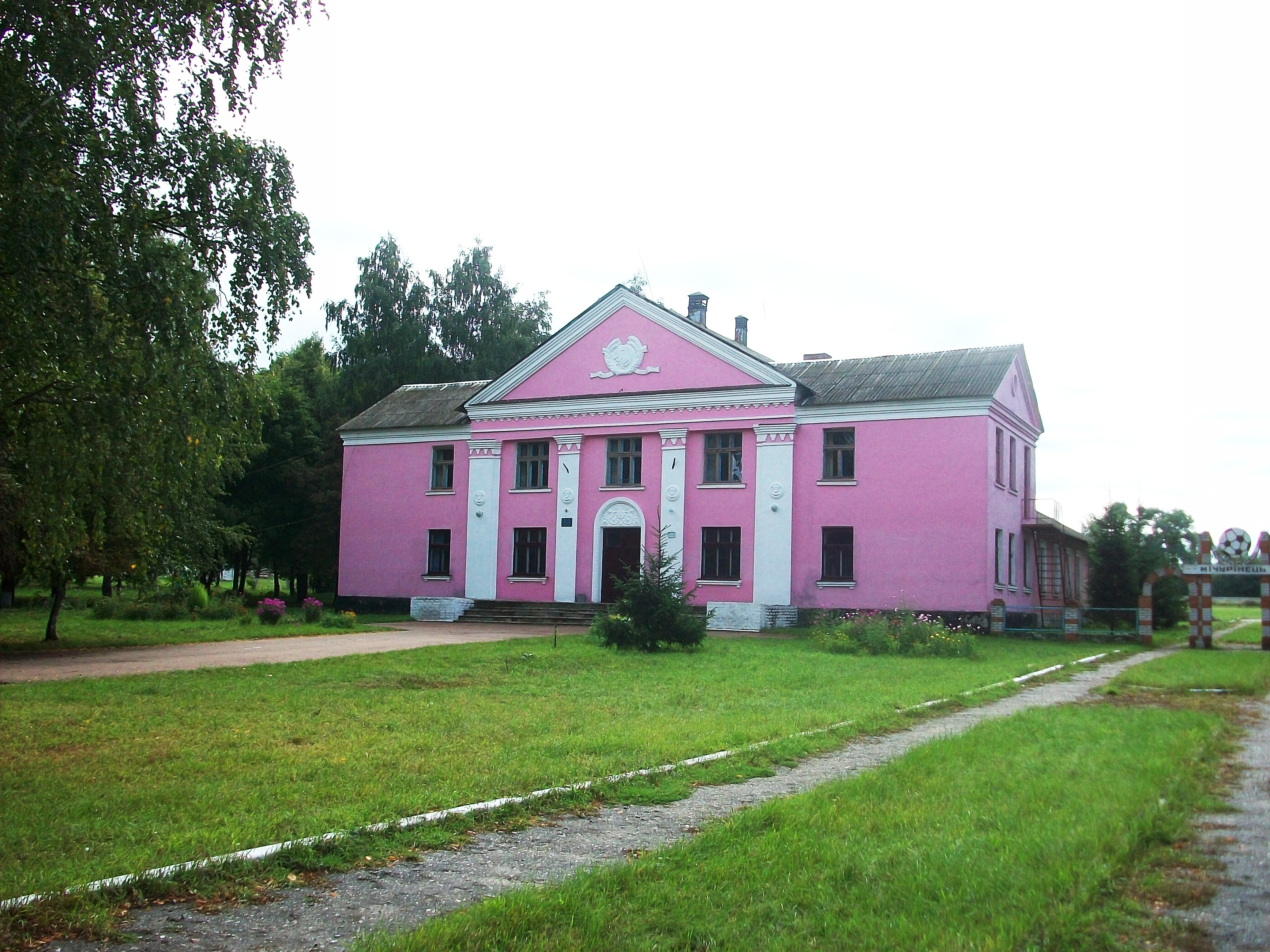
文化馆

舍夫琴科韋（烏克蘭語：Шевченкове）是位於烏克蘭東北部的村莊，由蘇梅州紹斯特卡區的貝雷扎市鎮負責管轄。該村距離澤姆良卡1.5公里，面積6.5平方公里，海拔高度179米，2022年人口742。